# Louis François Perrin de Précy
Louis François Perrin de Précy (Anzy-le-Duc, 14 gennaio 1742 – Marcigny, 25 agosto 1820) è stato un generale e nobile francese.

## Biografia

### I primi anni
La famiglia Précy, originaria del Delfinato, si trasferì in Borgogna nel XVI secolo con lo scoppio delle guerre di religione.
Louis François nacque il 14 gennaio 1742 da François Perrin (m. 1748) e da sua moglie, Marguerite Marque de Farges (m. 1754). Louis aveva appena dodici anni quando sua madre morì e venne affidato alle cure di suo zio, un ufficiale che lo aggregò al reggimento che comandava. Si trasferì quindi a Valenciennes nel 1755 dove venne inquadrato nel reggimento di Piccardia.

### La carriera
Précy venne nominato sottotenente nel 1756 e poi tenente nel 1758, a soli sedici anni. Prese parte alla campagna di Germania della guerra dei sette anni dal 1756 al 1762. Promosso capitano nel 1774, nello stesso anno venne trasferito in Corsica al comando del conte Narbonne-Fritzlar, dove i nazionalisti si erano rivoltati dopo l'annessione alla Francia. Promosso tenente colonnello nel 1785, ottenne dal 1788 il comando del reggimento dei Vosgi. Nel 1791, re Luigi XVI di Francia lo nominò tenente colonnello della Guardia Costituzionale, con 1200 fanti e 600 cavalieri ai suoi ordini. Ma fu una esperienza di breve durata dato che la guardia venne sciolta il 29 maggio 1792. Précy si ritirò allora a Semur-en-Brionnais.

### Assedio di Lione
A Parigi, nella primavera del 1793, i giacobini eliminarono i girondini, mentre a Lione i moderati eliminarono i giacobini. Il capo di questi ultimi, Chalier, venne ghigliottinato il 16 luglio 1793. La Convenzione Nazionale dichiarò pertanto Lione città ribelle alla repubblica e inviò sul posto un'armata comandata da François Christophe de Kellermann (rimpiazzato a settembre da François Amédée Doppet) per sopprimere la rivolta. Una delegazione da Luine venne inviata a Semur-en-Brionnais a implorare Précy perché prendesse il comando delle forze realiste. Egli venne prescelto perché gli ufficiali della città lo conoscevano in quanto il suo reggimento era rimasto per due anni a Lione. Précy si accordò per intervenire, ma non mancò di sottolineare le difficoltà riscontrate nella difesa di una città complessa come Lione: 
"Un'immensa città, senza fortificazioni, difesa dai suoi soli abitanti, che mancava di tutto il necessario per la guerra, sostenne un assedio di settantatré giorni di fronte a forze nemiche implacabili, i cui capi riunirono tutti i loro poteri e i loro mezzi più insidiosi: il fuoco, i bombardamenti, il tradimento, la perfidia, supportati da un esercito di 15-16.000 uomini, due terzi dei quali ben allenati, armati e rifocillati, con un corpo di genieri e un'artiglieria formidabili e una notevole cavalleria che ne avrebbe assicurato il successo."
La Convenzione ordinò il bombardamento di Lione il 29 settembre ed il primo a cadere fu il forte di Sainte-Foy, poi quello di Saint-Irénée ed infine quello di Saint-Just. In quello stesso giorno, Précy tentò una sortita con uno squadrone di cavalleria, l'ultimo rimastogli, e riuscì a respingere l'esercito della Convenzione sull'altra sponda del fiume Mulatiere. Malgrado la strenua resistenza, Lione capitolò il 9 ottobre 1793. Quella mattina Précy fuggì con 1000 fanti e 200 cavalieri, portandosi verso Saint-Romain-de-Popey e poi verso Sainte-Agathe-en-Donzy. A Lione la repressione, guidata da Couthon, poi da Collot d'Herbois e da Joseph Fouché, fu severa.
Il generale Précy rimase nascosto tra i contadini del Beaujolais e di Forez sino al 20 gennaio 1795, fuggendo infine in Svizzera.

### L'esilio
Dalla Svizzera, Précy passò in esilio a Torino, dove incontrò Louis, conte di Provenza, che gli conferì il grado di maresciallo di campo. Précy lo seguì a Verona, poi tornò  in Svizzera e si riavvicinò ai realisti nella loro lotta contro i rivoluzionari, determinato a promuovere il ritorno della monarchia in Francia.
Il generale Précy si incontrò con diversi diplomatici stranieri e si spostò in Inghilterra nel 1796, poi a Vienna e poi nuovamente in Svizzera. Il 25 maggio 1797 sposò a Surce Jeanne-Marie Chavanne, vedova di Perrin de Noailly. Fuggendo dalla Svizzera all'avvicinarsi delle armate del Direttorio nel 1797, si trasferì in Germania, dapprima ad Überlingen e poi ad Augusta, da dove si mosse nuovamente dopo la sconfitta dei russi. Si spostò a Bayreuth sotto la protezione del re di Prussia, ma su richiesta del primo console Napoleone Bonaparte (de facto fu Fouche ad avanzare la richiesta) venne arrestato l'8 luglio 1801. Dopo i negoziati di pace col Regno Unito nel marzo del 1802, Napoleone cercò di pacificare le sue relazioni con gli émigré. L'11 agosto 1802, Précy venne liberato e si spostò a Wolfenbüttel, ad Amburgo ed infine ad Altona.

### Il ritorno e gli ultimi anni

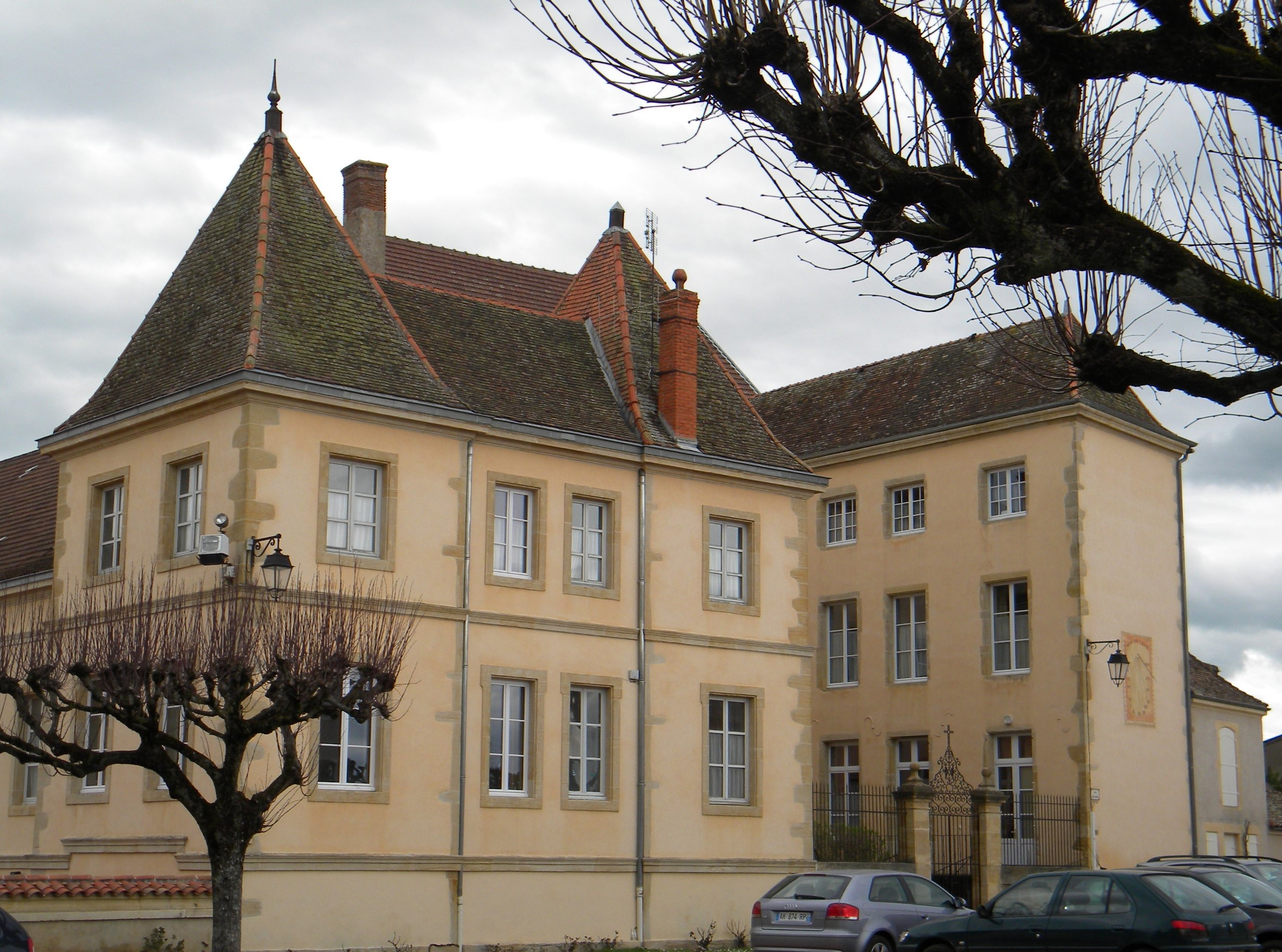
L'Hôtel de Précy a Semur-en-Brionnais

Con decreto imperiale del 30 novembre 1811, a Précy venne permesso di fare ritorno in Francia, prendendo residenza a Digione e poi a Brionnais. La caduta di Napoleone ed il ritorno di Luigi XVIII portarono Précy a trasferirsi a Parigi dove ricevette il 13 agosto 1814 il grado di generale di brigata e venne nominato comandante della guardia nazionale di Lione. Ma al ritorno di Napoleone dopo il suo sbarco a Cannes il 1º marzo 1814, Lione fu una delle prime città ad accogliere l'ex imperatore in maniera trionfante e Précy venne imprigionato. Venne poi rilasciato quando gli imperiali occuparono Parigi, e si ritirò a Marcigny.
Dopo la definitiva abdicazione di Napoleone, non ottenne alcun comando data la sua età ormai avanzata. Rimase a Marcigny, dove morì il 25 agosto 1820.